# Пасу-де-Соза
Пасу-де-Соза (порт. Paço de Sousa) — район (фрегезия) в Португалии, входит в округ Порту. Является составной частью муниципалитета Пенафиел. По старому административному делению входил в провинцию Дору-Литорал. Входит в экономико-статистический субрегион Тамега, который входит в Северный регион. Население составляет 3998 человек на 2001 год. Занимает площадь 8,35 км².